# Gonatobotrys flava
Gonatobotrys flava är en svampart som beskrevs av Bonord. 1851. Gonatobotrys flava ingår i släktet Gonatobotrys och familjen Ceratostomataceae.   Inga underarter finns listade i Catalogue of Life.